# فرانز بکرت
فرانز بکرت (آلمانی: Franz Beckert؛ زادهٔ ۱۳ مارس ۱۹۰۷) ژیمناست هنری اهل آلمان بود که در بازی‌های المپیک تابستانی ۱۹۳۶ شرکت کرد.